# La leggenda del pianista sull'oceano
La leggenda del pianista sull'oceano è un film del 1998 scritto e diretto da Giuseppe Tornatore, adattamento del monologo teatrale Novecento di Alessandro Baricco.

## Trama
Regno Unito, secondo dopoguerra. Max Tooney, un trombettista che ha lavorato sul Virginian, un transatlantico in servizio di linea tra l'Europa e gli Stati Uniti, entra in un negozio di dischi e strumenti musicali poco prima dell'orario di chiusura e si accorda con l'anziano proprietario per vendere per pochi soldi la sua vecchia tromba di marca Conn; prima di separarsene, chiede ed ottiene il permesso di suonarla per l'ultima volta. Max suona quella che il negoziante, ascoltandolo, riconosce essere la melodia di un brano registrato su una vecchia matrice discografica da lui ritrovata eseguito al pianoforte, brano da cui è affascinato ma di cui non riesce a identificare l'autore; si fa quindi raccontare da Max la storia di quel pianista, che Max definisce il suo più grande segreto, dicendo che in realtà è come se quel musicista non fosse mai esistito. Il brano è l'unico mai inciso da quello che fu il migliore amico di Max, Danny Boodmann T.D. Lemon Novecento.
La storia inizia il 1º gennaio 1900, quando Danny Boodmann, un fuochista nero del Virginian, trova un neonato abbandonato in una cassetta di limoni sul pianoforte nel salone di prima classe della nave e decide di adottarlo. Danny battezza il piccolo con il proprio nome (Danny Boodmann appunto), a cui aggiunge la scritta presente sulla cassetta in cui lo ha trovato, T.D. Lemon (dicendo che il significato di "T.D." sarebbe "Thanks Danny", cioè "Grazie Danny", come a indicare che proprio lui fosse destinato ad allevare il bambino), e il nome del secolo appena iniziato, Novecento. Danny Boodmann T.D. Lemon Novecento sarà poi chiamato solamente con l'ultimo dei suoi appellativi.
Danny alleva Novecento in segreto, per impedire che possano portarglielo via per motivi burocratici, e gli insegna a leggere utilizzando i resoconti delle corse di cavalli. Il bambino vive così i primi anni della sua infanzia nella sala macchine del piroscafo, dalla quale poi uscirà una volta cresciuto, conoscendo i membri dell'equipaggio e conquistandosi la loro simpatia. Otto anni dopo Danny muore, rimanendo vittima di un incidente sul lavoro, quindi il comandante Smith, preoccupato per le sorti del ragazzino, richiede che venga affidato a un orfanotrofio. Novecento però riesce a nascondersi nei meandri della nave e a non farsi trovare dai poliziotti saliti a bordo per prelevarlo; dopo diversi giorni in cui nessuno l'aveva più visto, con grande sorpresa di tutti, ricompare in prima classe suonando il pianoforte con notevole bravura, senza che nessuno gli abbia (apparentemente) mai insegnato nulla al riguardo. 
Con il passare degli anni, Novecento continua a eseguire al pianoforte brani molto difficili da lui ideati in modo totalmente spontaneo e, incredibilmente, dichiara di viaggiare mentre suona e dimostra di conoscere le caratteristiche di molti luoghi senza averli mai visitati, non mettendo mai piede sulla terraferma; diventato il pianista della nave, si esibisce con gli altri musicisti durante le serate in prima classe e per conto proprio, con un altro pianoforte, in terza classe, dove intrattiene i passeggeri, unica situazione in cui può dare il meglio di sé. Anni dopo, senza essere nel frattempo mai sceso dal transatlantico, conosce Max, da poco assunto come nuovo trombettista di bordo, con il quale suonerà per molti anni e stringerà una solida amicizia.
Grazie ai racconti dei passeggeri della nave, la notizia della bravura di Novecento si diffonde al punto che il celebre pianista Jelly Roll Morton, il presunto inventore del jazz, noto per il proprio carattere arrogante ed esibizionista e incapace di accettare il fatto che qualcuno sappia suonare meglio di lui, decide di imbarcarsi sulla nave e di sfidare il protagonista in un duello musicale: Novecento, dopo aver eseguito un paio di brani decisamente sotto tono rispetto ai suoi livelli abituali, suona un brano talmente complesso e veloce da far diventare incandescenti le corde del pianoforte (al punto tale da poter accendere una sigaretta avvicinandola), con il quale, ovviamente, batte ed umilia Morton. Max tenta continuamente e senza successo di convincere l'amico a scendere dalla nave, spiegandogli come la sua musica lo porterebbe ad avere grande successo; un discografico fa addirittura realizzare una sala di registrazione sulla nave e ciò porta all'incisione della matrice vista ad inizio film, che contiene un brano eseguito da Novecento mentre vedeva dal finestrino una passeggera di cui si era innamorato. Il pianista in seguito tenta senza successo di regalare alla ragazza il disco; provato dalla delusione d'amore e fortemente contrario all'ascolto della sua musica in qualsiasi situazione diversa dalle sue esecuzioni dal vivo sulla nave, distrugge l’unica copia e ne getta i pezzi in un bidone.
Una sera, mentre i due musicisti stanno cenando insieme, Novecento annuncia a Max che ha intenzione di scendere dalla nave all'arrivo a New York il giorno successivo. Max rimane stupito e Novecento spiega il motivo della sua decisione, all'apparenza decisamente assurdo: vuole semplicemente vedere il mare dalla terraferma (anche se Max capisce che, in realtà, probabilmente l'amico vuole ritrovare la ragazza amata), per poi allontanarsi e ritornare vicino al mare dopo molto tempo per "sentirne la voce"; questa idea gli è venuta dopo aver parlato con un anziano emigrante italiano che gli ha raccontato di aver vissuto la stessa esperienza e che si scoprirà essere il padre della ragazza amata da Novecento. Il giorno dopo il pianista si appresta a scendere, salutato solennemente da tutto l'equipaggio, ma mentre percorre la passerella di sbarco si ferma a metà e, dopo essere rimasto immobile per svariato tempo a fissare da lontano la città e la terraferma, lancia il cappello in acqua e risale sulla nave. Nei giorni successivi Novecento non si fa vedere, rimanendo nascosto nella propria cabina a guardare il mare dagli oblò; nessuno riesce a capire cosa gli stia succedendo tranne Max, che percepisce lo stato d'animo confuso dell'amico e comprende che per il momento è meglio non disturbarlo.
Alcuni giorni dopo Novecento si ripresenta, tornando a suonare con allegria e serenità, come se niente fosse successo, e rimane sempre a bordo del piroscafo, anche dopo che nel 1933 Max lascia il lavoro sul Virginian per andare a cercare fortuna altrove, benché riluttante ad allontanarsi dall'amico.
Nel presente, dopo che il negoziante aveva detto di aver trovato il disco all'interno di uno dei pianoforti recuperati dal Virginian, ormai in disarmo e prossimo a essere demolito con la dinamite, Max si era recato al relitto della nave, insistendo per salire a bordo, certo di ritrovarvi Novecento. Dopo alcune ricerche i due finalmente si incontrano di nuovo e Novecento racconta che, durante la guerra, è sempre rimasto sulla nave, trasformata in un ospedale militare, suonando per i soldati feriti che ne erano ospiti. Max tenta per l'ultima volta di convincere l'amico a scendere e magari a ricominciare a fare musica insieme a lui, ma Novecento, terrorizzato dal fatto che il mondo non è limitato come la tastiera di un pianoforte o gli spazi di bordo di una nave, è irremovibile e preferisce morire saltando in aria insieme al bastimento piuttosto che abbandonarlo, quindi i due si danno un commovente addio, prima che l'esplosione abbia luogo.
Alla fine Max ritorna al negozio di strumenti musicali, dove rivela all'anziano gestore che era stato lui a nascondere i pezzi del disco di Novecento nel pianoforte; il negoziante, commosso, gli restituisce la sua tromba senza pretendere di riavere i soldi con cui gliel'aveva pagata.

## Produzione
Gran parte del film è stato girato nella città di Odessa, in Ucraina. Alcune scene sono state girate nell'ex mattatoio del rione Testaccio a Roma, dove la sagoma scenica della nave è rimasta per mesi visibile da molti punti della città.
Per realizzare il Virginian si è tratta ispirazione dalle navi RMS Lusitania e RMS Mauretania, due celebri transatlantici gemelli della compagnia di navigazione inglese Cunard Line. Il salone in cui Novecento suona il piano ha una cupola simile a quella del Mauretania. La progettazione degli arredamenti è stata affidata a Bruno Cesari, vincitore dell'Oscar per la scenografia de L'ultimo imperatore di Bernardo Bertolucci.
Nell'opera teatrale originale di Baricco, a differenza di quanto avviene nel film, il nome di battesimo del trombettista Tooney, co-protagonista e narratore della storia, non è Max ma Tim.

### Legami con la realtà
Un piroscafo transatlantico chiamato RMS Virginian è realmente esistito: fu varato nel 1905 e venne smantellato intorno al 1954. La nave era di proprietà della compagnia di navigazione Allan Line, presentava i colori sociali Allan sull'unico fumaiolo di cui era dotata (la cima nera con una striscia bianca, il resto rosso) e, curiosamente, tendeva ad essere vittima di forti movimenti di rollio quando navigava in acque agitate, proprio come la nave del film. Questa nave svolse anche un ruolo di primo piano nella vicenda del celebre naufragio del RMS Titanic: la notte del 15 aprile 1912 stava infatti navigando in direzione opposta a circa 178 miglia nautiche (poco meno di 330 chilometri) a nord rispetto al luogo del disastro e, dopo aver ricevuto i segnali di emergenza del Titanic, modificò la rotta per raggiungerlo, ma ad arrivare per primo sul posto fu il RMS Carpathia, che trasse in salvo i 705 superstiti e lo comunicò via radio al Virginian.

### Casting
Per interpretare Jelly Roll Morton è stato scelto Clarence Williams III, nipote di un altro famoso compositore jazz contemporaneo di Morton, Clarence Williams.
In una delle scene finali del film, nel negozio di musica, viene inquadrato un uomo che sta accordando un pianoforte: si tratta di Amedeo Tommasi, il jazzista che ha collaborato con Ennio Morricone alla realizzazione della colonna sonora del film, della quale ha composto il famoso Magic Waltz, Danny's Blues e, insieme a Morricone, Study For Three Hands.

## Colonna sonora
La colonna sonora del film, composta da Ennio Morricone nell'arco di tempo di quasi un anno, è composta da almeno trenta brani e nel 2000 è riuscita ad aggiudicarsi un Golden Globe per la migliore colonna sonora originale.
A differenza di quanto potrebbe sembrare nel film, gli attori Tim Roth e Clarence Williams III non hanno mai suonato veramente il pianoforte e l'attore Pruitt Taylor Vince non ha mai suonato davvero la tromba; ad aver eseguito tutti i brani al pianoforte è la pianista Gilda Buttà, mentre la tromba che suona il tema Playing Love nelle scene iniziali è di Francesco "Cicci" Santucci, già prima tromba della Rai e storico jazzista italiano. Gli assoli di chitarra elettrica nel brano Lost Boys Calling sono eseguiti da Eddie van Halen.
Una prima edizione estesa è stata pubblicata in Italia nel 1998. Brani registrati come Big Foot Ham e Fingerbreaker, composti originariamente da Jelly Roll Morton, non sono però inclusi nell'album.

### Tracce (prima edizione)
1. Playing Love – 4:26 (musica: Ennio Morricone)
2. The Legend Of The Pianist On The Ocean – 8:04 (musica: Ennio Morricone)
3. The Crisis – 2:46 (musica: Ennio Morricone)
4. Peacherine Rag – 2:37 (musica: Scott Joplin)
5. A Goodbye To Friends – 2:32 (musica: Ennio Morricone)
6. Study For Three Hands – 0:59 (musica: Ennio Morricone e Amedeo Tommasi)
7. Tarantella In 3rd Class – 1:28 (musica: Ennio Morricone)
8. Enduring Movement – 1:26 (musica: Ennio Morricone)
9. Police – 0:47 (musica: Ennio Morricone)
10. Trailer – 1:37 (musica: Ennio Morricone)
11. Thanks Danny – 3:23 (musica: Ennio Morricone)
12. A Mozart Reincarnated – 1:57 (musica: Ennio Morricone)
13. Child – 2:44 (musica: Ennio Morricone)
14. Magic Waltz – 2:30 (musica: Amedeo Tommasi)
15. The Goodbye Between Nineteen Hundred And Max – 3:43 (musica: Ennio Morricone)
16. Goodbye Duet – 2:32 (musica: Ennio Morricone)
17. Nineteen Hundred's Madness N.1 – 2:14 (musica: Ennio Morricone)
18. Danny's Blues – 2:09 (musica: Amedeo Tommasi)
19. Second Crisis – 2:02 (musica: Ennio Morricone)
20. The Crave – 1:46 (musica: Jelly Roll Morton)
21. Nocturne With No Moon – 2:41 (musica: Ennio Morricone)
22. Before The End – 1:10 (musica: Ennio Morricone)
23. Playing Love – 3:02 (musica: Ennio Morricone)
24. Ships And Snow – 2:28 (musica: Ennio Morricone)
25. Nineteen Hundred's Madness N.2 – 1:47 (musica: Ennio Morricone)
26. I Can And Then – 2:16 (musica: Ennio Morricone)
27. Silent Goodbye – 1:38 (musica: Ennio Morricone)
28. 5 Portraits – 3:57 (musica: Ennio Morricone)
29. Lost Boys Calling – 5:17 (testo: Roger Waters – musica: Ennio Morricone)

Durata totale: 75:58
La colonna sonora originale in CD per il mercato internazionale, uscita nel 1999, è tuttavia costituita da appena 21 brani.

### Tracce (seconda edizione)
1. 1900's Theme – 1:38 (musica: Ennio Morricone)
2. The Legend Of The Pianist – 8:04 (musica: Ennio Morricone)
3. The Crisis – 2:47 (musica: Ennio Morricone)
4. The Crave – 1:46 (musica: Jelly Roll Morton)
5. A Goodbye To Friends – 2:33 (musica: Ennio Morricone)
6. Study For Three Hands – 1:00 (musica: Ennio Morricone e Amedeo Tommasi)
7. Playing Love – 4:26 (musica: Ennio Morricone)
8. A Mozart Reincarneited – 1:58 (musica: Ennio Morricone)
9. Child – 2:45 (musica: Ennio Morricone)
10. 1900's Madness #1 – 2:14 (musica: Ennio Morricone)
11. Danny's Blues – 2:09 (musica: Amedeo Tommasi)
12. Second Crisis – 2:03 (musica: Ennio Morricone)
13. Peacherine Rag – 2:37 (musica: Scott Joplin)
14. Nocturne With No Moon – 2:41 (musica: Ennio Morricone)
15. Before The End – 2:11 (musica: Ennio Morricone)
16. Playing Love – 3:03 (musica: Ennio Morricone)
17. I Can And Then – 2:17 (musica: Ennio Morricone)
18. 1900's Madness #2 – 1:48 (musica: Ennio Morricone)
19. Silent Goodbye – 1:32 (musica: Ennio Morricone)
20. Ships And Snow – 2:39 (musica: Ennio Morricone)
21. Lost Boys Calling – 5:19 (testo: Roger Waters – musica: Ennio Morricone)

Durata totale: 57:30

## Riconoscimenti
- 2000 - Golden Globe
  - Miglior colonna sonora a Ennio Morricone
- 1999 - David di Donatello
  - Miglior regia a Giuseppe Tornatore
  - Miglior fotografia a Lajos Koltai
  - Miglior colonna sonora a Ennio Morricone
  - Miglior scenografia a Francesco Frigeri
  - Migliori costumi a Maurizio Millenotti
  - Premio David Scuola a Giuseppe Tornatore
  - Nomination Miglior film a Giuseppe Tornatore
  - Nomination Migliore sceneggiatura a Giuseppe Tornatore
  - Nomination Miglior montaggio a Massimo Quaglia
- 1999 - European Film Awards
  - Miglior fotografia a Lajos Koltai
- 1999 - Nastro d'argento
  - Regista del miglior film a Giuseppe Tornatore
  - Miglior produttore a Medusa Produzione
  - Migliore sceneggiatura a Giuseppe Tornatore
  - Miglior scenografia a Francesco Frigeri
  - Migliori costumi a Maurizio Millenotti
  - Nastro d'argento speciale a Ennio Morricone

- 1999 - Satellite Award
  - Nomination Miglior colonna sonora originale a Ennio Morricone
  - Nomination Miglior scenografia a Francesco Frigeri e Bruno Cesari
- 1999 - Ciak d'oro
  - Miglior film[4]
  - Miglior regia a Giuseppe Tornatore[4]
  - Miglior scenografia a Francesco Frigeri[4]
  - Migliori costumi a Maurizio Millenotti[4]
- 1999 - Globo d'oro
  - Miglior sceneggiatura a Giuseppe Tornatore
- 1999 - Camerimage
  - Nomination Rana d'oro a Lajos Koltai
- 1999 - Efebo d'oro
- 1999 - Toronto International Film Festival
  - Nomination Premio del Pubblico a Giuseppe Tornatore
- 2000 - Guild of German Art House Cinemas
  - Miglior film straniero a Giuseppe Tornatore
- 1999 - International Film Music Critics Award
  - Nomination Colonna sonora dell'anno a Ennio Morricone
- 2001 - Prêmio Guarani
  - Nomination Miglior film straniero a Giuseppe Tornatore
- 1999 - Sannio FilmFest
  - Miglior film a Giuseppe Tornatore
  - Migliori costumi a Maurizio Millenotti

## Accoglienza
Il film ha ricevuto recensioni contrastanti da parte della critica. Su Rotten Tomatoes il film ha un indice di gradimento del 54% basato su 41 recensioni. Su Metacritic, il film ha una valutazione di 58/100 basata su 28 critici, indicando "recensioni miste o medie".
Ha incassato globalmente 21 milioni di dollari.